# Armistițiul de la Erzincan
Armistitiul de la Erzincan a pus capăt conflictului armat dintre Imperiul Otoman și Rusia Bolșevică în campaniile din Persia și Caucaz ale frontului din Orientul Mijlociu al Primului Război Mondial. Armistițiul a fost semnat de semnatarii celor două puteri beligerante la Erzincan la 18 decembrie 1917 (5 decembrie după stilul vechi) . Armistițiul s-a  bucurat de sprijinul Comitetului Special Transcaucazian (Особый Закавказский Комитет), creat pe 9 martie 1917, comitet care îl înlocuia pe viceregele marele duce Nicolai Nicolaevici.
Armistițiul a deschis calea negocierilor pentru semnarea tratatului de la Brest-Litovsk din 3 martie 1918, care a pus în mod oficial capăt stării de război dintre RSFS Rusă și Puterile Centrale și a marcat ieșirea Rusiei dintre părțile beligerante în Primul Război Mondial. 
Revoluția Rusă din februarie 1917 a dus la încetarea neoficială a tuturor operațiunilor militare. Regimul sovietic a fost instaurat la 7 noiembrie 1917 în țara care încă mai purta numele de „Republica Rusă”. În scurtă vreme, denumirea oficială a statului a fost schimbată în Republica Sovietică Federativă Socialistă Rusă. Încetarea stării de război nu a fost doar o opțiune a politicienilor, nici armata, nici populația nemaisprijinind participarea țării la conflict. Încă mai înainte de semnarea armistițiului, forțele ruse au început retragerea de pe frontul din Caucaz. Armistițiul s-a dovedit o necesitate, în condițiile în care disciplina în cadrul unităților ruse era în scădere, iar efectivele lor erau împuținate de dezertări.

## Urmări
Forțele ruse s-au retras în cea mai mare parte din conflictul din Caucaz, deși unele forțe disparate au mai rămas în regiune. Forțele Imperiului Otoman nu au putut profita imediat de acest avantaj strategic datorită stării proaste a Armatei a 3-a otomane, principala forță combatantă turcă din regiune. În plus, retragerea forțelor ruse i-au permis lui Enver Pașa să retragă o parte a efectivelor otomane și să le redistribuie în regiunile mult mai primejduite din Peninsula Sinai, Palestina și Mesopotamia,unde britanicii erau în plină ofensivă. În februarie 1918 armistițiul și-a pierdut validitatea. Conducerea otomană a reorganizat trupele pe frontul caucazian și a adus în cele din urmă întăriri. La 13 februarie 1918 armata turcă a lansat atacul asupra orașului Erzincan. Mii de civili armeni care în primavara anului 1916, sub ocupația rusă, s-au întors în regiune, au trebuit sa fugă în panică. În continuare ea a ocupat și Van și Erzurum și alte zone din estul Anatoliei, disputate între armeni și turci, și care fuseseră incluse în Republica Armenia, unul din cele trei state moștenitoare ale șubredei Federații Transcaucaziene.